# 국수나무
국수나무는 장미과의 잎 지는 갈잎떨기나무이다. 한국·일본 등지에 널리 분포한다. 줄기 속의 굵고 하얀 모습이 국수 같아서 국수나무라고 부른다.

## 생태
높이는 1-2m 정도이며 가지 끝이 밑으로 처진다. 잎은 어긋나고 달걀꼴이며 끝은 날카롭고 밑은 심장형 또는 '一'자 모양이며, 결각과 같이 날카로운 톱니가 있고 길이는 2-5cm이다. 꽃은 원추꽃차례로 5-6월에 어린 가지 끝에 연노란색으로 핀꽃은 하얀색 이고 1mm 정도의 조그만 크기이다.

## 유래
국수나무라는 이름은 줄기 속에 국수 같은 수가 들어 있는 데서 유래된 것이다. 즉, 옛날 아이들이 이 나무의 줄기에서 속을 뽑아 소꿉놀이를 할 때 국수라고 하며 놀았던 데서 유래된 것이다.

## 사진

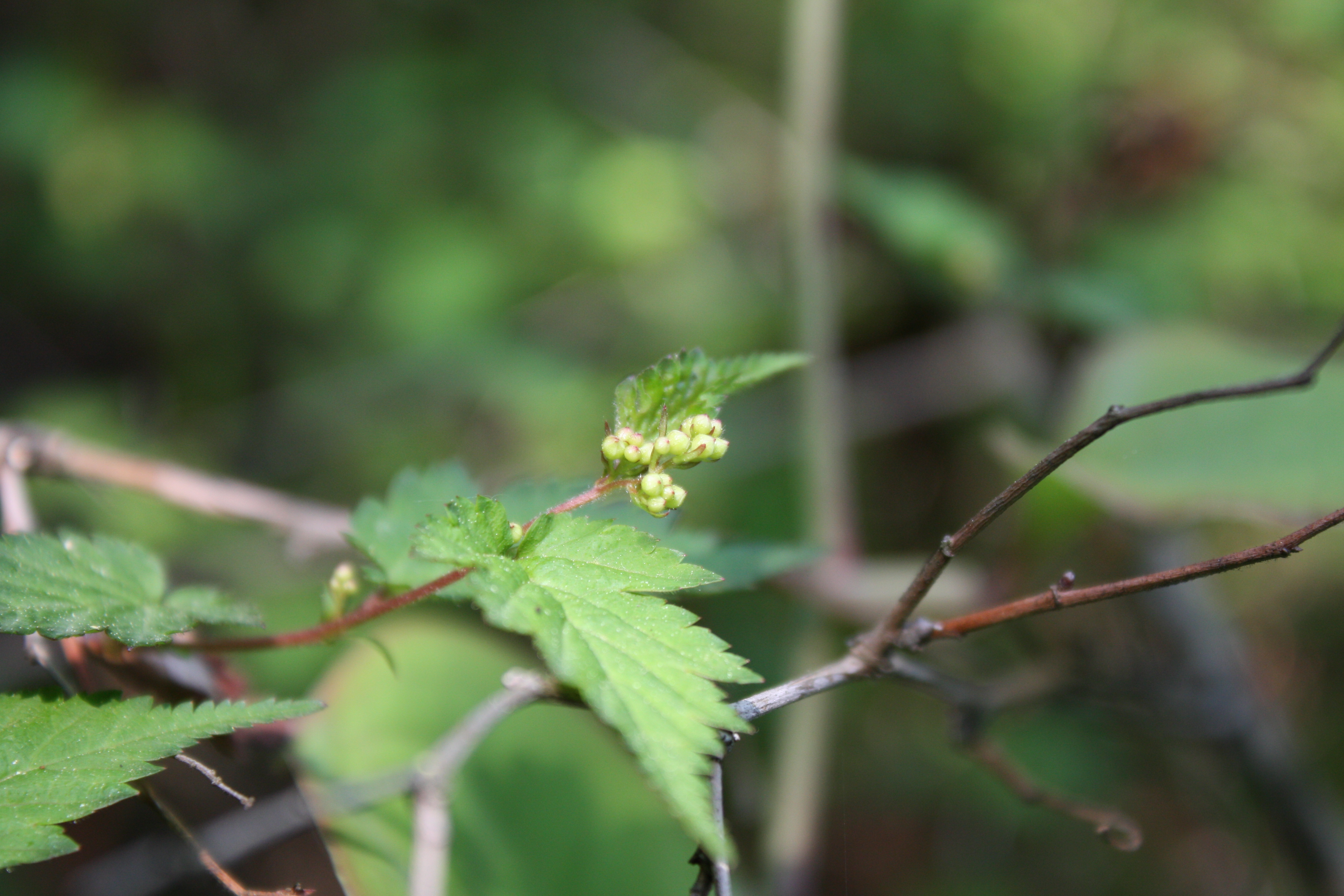
꽃망울
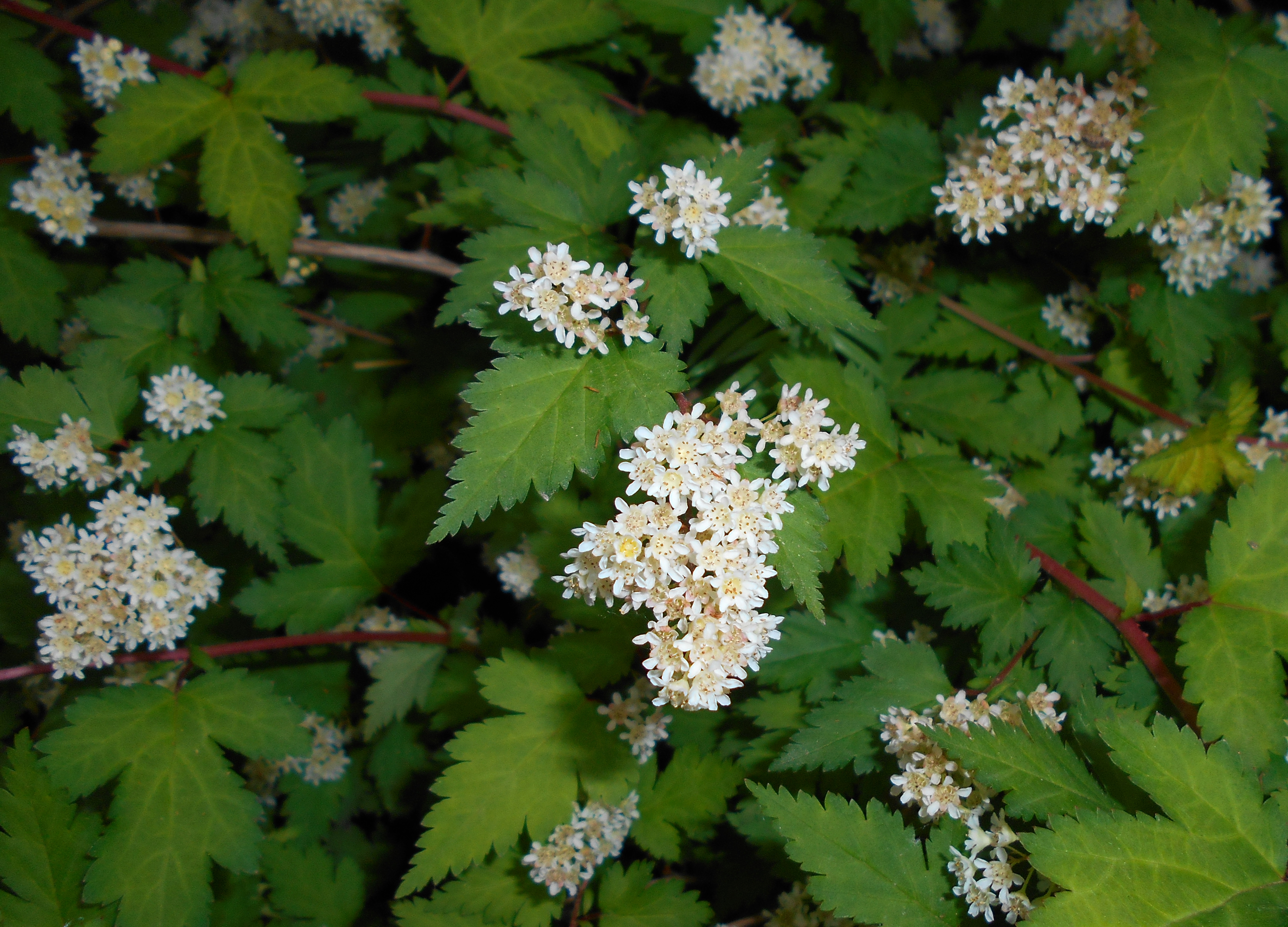
꽃

## 참고 문헌
- 이 문서에는 다음커뮤니케이션(현 카카오)에서 GFDL 또는 CC-SA 라이선스로 배포한 글로벌 세계대백과사전의 내용을 기초로 작성된 글이 포함되어 있습니다.